# Sparta Prague Open 2014
Sparta Prague Open 2014 byl tenisový turnaj pořádaný jako součást ženského okruhu ITF organizovaného Mezinárodní tenisovou federací. Odehrával se na venkovních antukových dvorcích TK Sparty Praha ve dnech 10. až 18. května 2014 a to v českém hlavním městě jako 5. ročník turnaje.
Turnaj s rozpočtem 100 000 dolarů patřil do okruhu ITF. Jako jeden z mála turnajů okruhu poskytuje hráčkám hlavních soutěží tzv. Hospitality. Nejvýše nasazenou hráčkou ve dvouhře byla obhájkyně titulu Lucie Šafářová z České republiky, která vypadla v prvním kole. Titul získala nenasazená Britka Heather Watsonová, která porazila ve finále Annu Karolínu Schmiedlovu 7–6, 6–0.

## Ženská dvouhra

### Nasazení
| Stát                           | Hráčka                     | WTA1) | Nasazení |
| ------------------------------ | -------------------------- | ----- | -------- |
| Česko                          | Lucie Šafářová             | 25.   | 1.       |
| Česko                          | Klára Koukalová            | 31.   | 2.       |
| Česko                          | Barbora Záhlavová-Strýcová | 55.   | 3.       |
| Belgie                         | Yanina Wickmayerová        | 58.   | 4.       |
| Česko                          | Karolína Plíšková          | 65.   | 5.       |
| Slovensko                      | Anna Karolína Schmiedlová  | 68.   | 6.       |
| Německo                        | Dinah Pfizenmaierová       | 82.   | 7.       |
| Japonsko                       | Misaki Doiová              | 91.   | 8.       |
| Žebříček WTA k 5. květnu 2014. |                            |       |          |

### Další formy účasti
Hráčky, které obdržely divokou kartu do hlavní soutěže:
- Simona Heinová
- Kateřina Siniaková
- Tereza Smitková
- Petra Uberalová
  -  Aleksandra Krunićová - zvláštní výjimka

Hráčky, které si zajistily účast v hlavní soutěži z kvalifikace:
- Jekatěrina Alexandrovová
- Xenija Pervaková
- Victoria Duvalová
- Madison Brengleová

## Ženská čtyřhra

### Nasazení
| Stát                                                                       | Hráčka            | Stát       | Hráčka                | WTA1) | Nasazení |
| -------------------------------------------------------------------------- | ----------------- | ---------- | --------------------- | ----- | -------- |
| Česko                                                                      | Andrea Hlaváčková | Česko      | Lucie Šafářová        | 33.   | 1.       |
| Česko                                                                      | Lucie Hradecká    | Nizozemsko | Michaëlla Krajiceková | 88.   | 2.       |
| Česko                                                                      | Karolína Plíšková | Česko      | Kristýna Plíšková     | 157.  | 3.       |
| Chorvatsko                                                                 | Petra Martićová   | Austrálie  | Olivia Rogowská       | 164.  | 4.       |
| Žebříček WTA k 5. květnu 2014; číslo je součtem umístění obou členek páru. |                   |            |                       |       |          |

### Jiné formy účasti
Následující páry obdržely divokou kartu do hlavní soutěže:
- Kateřina Siniaková /  Barbora Krejčíková
- Petra Krejsová /  Tereza Smitková
- Simona Heinová /  Kristýna Roučková

## Přehled finále

### Ženská dvouhra
- Heather Watsonová vs.  Anna Karolína Schmiedlová, 7–6(5), 6–0

### Ženská čtyřhra
- Lucie Hradecká /  Michaëlla Krajiceková vs.  Andrea Hlaváčková /  Lucie Šafářová , 6–3, 6–2